# Belzoni (Mississippi)
Pour l’explorateur, voir Giovanni Battista Belzoni.
La ville de Belzoni est le siège du comté de Humphreys, situé dans l'État du Mississippi, aux États-Unis.

## Source
- (en) Cet article est partiellement ou en totalité issu de l’article de Wikipédia en anglais intitulé « Belzoni, Mississippi » (voir la liste des auteurs).